# Polônia nos Jogos Olímpicos de Verão de 2020
A Polónia está representada nos Jogos Olímpicos de Verão de 2020 por um total de 204 desportistas que competem em 24 desportos. Responsável pela equipa olímpica é o Comité Olímpico Polaco, bem como as federações desportivas nacionais da cada desporto com participação.
Os portadores da bandeira na cerimónia de abertura foram o nadador Paweł Korzeniowski e a ciclista Maja Włoszczowska.

## Medalhistas
A equipa olímpica da Polónia tem obtido seguintes medalhas:
| Nome                                                                      | Desporto  | Competição           |
| ------------------------------------------------------------------------- | --------- | -------------------- |
| Ouro                                                                      |           |                      |
| Karol Zalewski Natalia Kaczmarek Justyna Święty-Ersetic Kajetan Duszyński | Atletismo | 4×400 m misto        |
| Prata                                                                     |           |                      |
| Agnieszka Kobus Marta Wieliczko Maria Sajdak Katarzyna Zillmann           | Remo      | Quatro scull (W4X) F |